# Daneborg

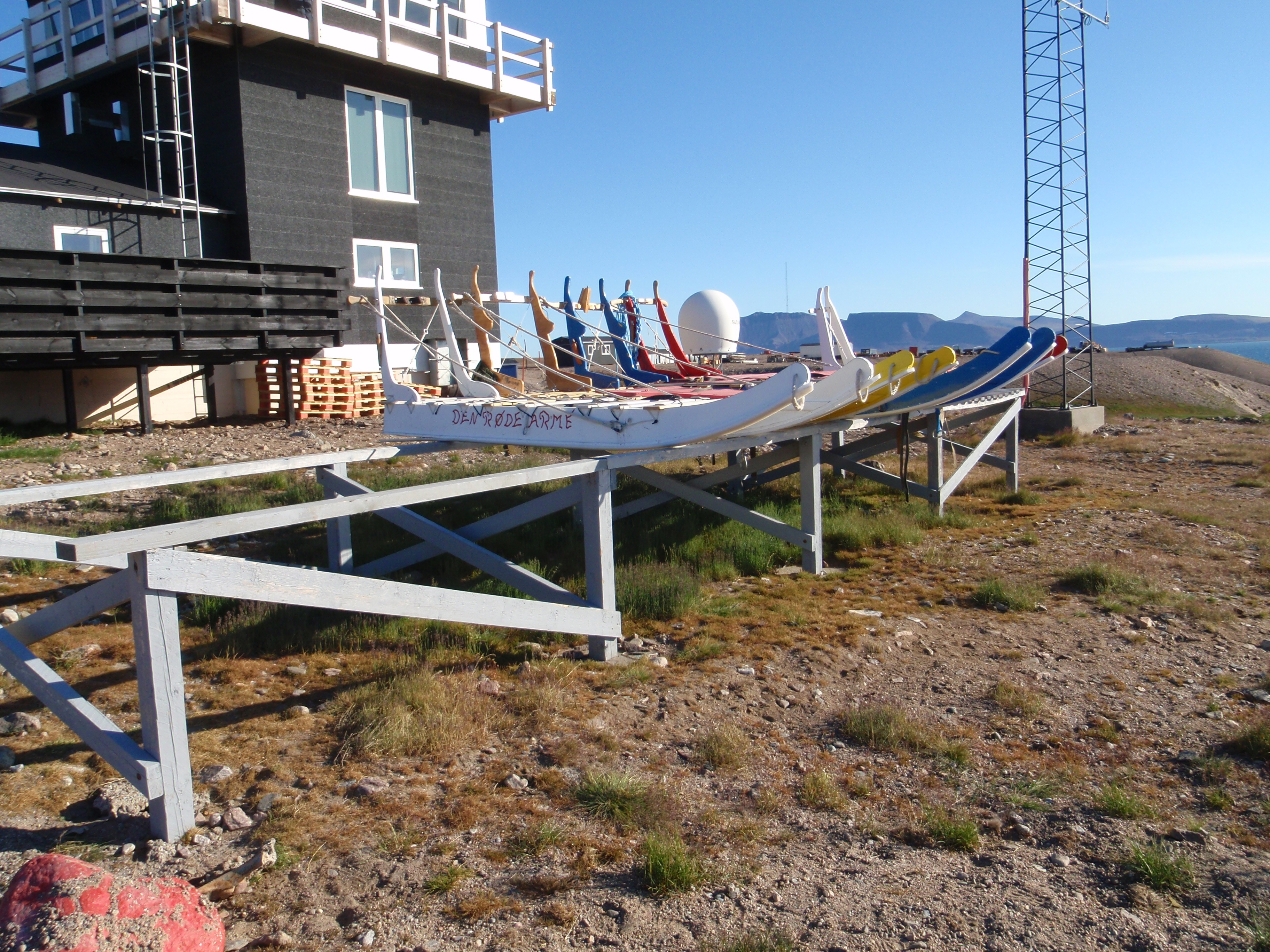
Siriuspatrullens högkvarter.

Daneborg strax nordväst om Ittoqqortoormiit

Daneborg eller Station Daneborg (danska: Daneborg) är en militärstation som ligger inom Grönlands nationalpark i nordöstra Grönland. Stationen är högkvarteret för Siriuspatrullen.

## Geografi
Stationen ligger i den östra delen av Kung Christian X:s Land på den södra delen av halvön Wollaston Forland vid viken Young sund vid Grönlandshavet och cirka 400 km nordväst om orten Ittoqqortoormiit.
Daneborg består av sammanlagt 23 byggnader och har egna dieselgeneratorer för sin elproduktion . Färskvatten produceras genom omvandling av havsvatten.
Den enda befolkningen utgörs av militärpersonalen om 12 man ur Siriuspatrullen och det finns ett litet flygfält vid stationen.
Forskningsstationen Zackenberg Station ligger cirka 25 km nordväst om Daneborg.

## Historia
Stationen byggdes ursprungligen 1944 av trupper från USA:s kustbevakning men övergavs och övertogs därefter av föregångaren till Siriuspatrullen efter att deras tidigare högkvarter förstörts av tyska trupper 1943 . Vid övertagandet erhöll stationen sitt nuvarande namn.
Fram till 1974 drevs även en väderobservationsstation i Daneborg 